# Fiona May
Fiona Winsome Marcia May (Slough, 12 dicembre 1969) è un'ex lunghista, triplista e attrice britannica naturalizzata italiana.
Nel corso della propria carriera sportiva si è laureata due volte campionessa mondiale di salto in lungo, specialità in cui inoltre è salita due volte sul secondo gradino del podio olimpico. È tuttora la detentrice del record italiano di salto in lungo outdoor. Avendo conquistato quattro medaglie ai campionati del mondo (due ori, un argento e un bronzo), la May è l'atleta italiana che più volte è salita sul podio ai campionati del mondo di atletica leggera.

## Biografia
Nata nel Regno Unito in una famiglia di origine giamaicana al cui interno anche il figlio di una sua cugina è dedito allo sport (si tratta del rugbista inglese Marcel Garvey), rappresentò la Gran Bretagna in due edizioni dei Giochi olimpici e l'Inghilterra in una dei Giochi del Commonwealth. Ha acquisito la cittadinanza italiana dopo il matrimonio con Gianni Iapichino, astista e multiplista toscano, celebrato nel 1994. Nello stesso anno ha esordito nella nazionale azzurra agli Europei di Helsinki, dove ha conquistato la medaglia di bronzo in quella che sarà la sua specialità : il salto in lungo.
La sua è stata una carriera ricca di successi, fra cui una medaglia europea d'argento a Budapest 1998, due medaglie d'oro mondiali a Göteborg 1995 ed Edmonton 2001, un argento a Siviglia 1999, un bronzo ad Atene 1997 e due argenti olimpici ad Atlanta 1996 e Sydney 2000.
Detiene il record italiano del salto in lungo outdoor, che ha migliorato sette volte, fino ad arrivare all'ultimo proprio in occasione di una medaglia (Budapest 1998), con 7,11 m; ha stabilito due volte anche il record nel salto triplo fino a portarlo a 14,65 m, successivamente superato da Magdelín Martínez.
Fiona è stata anche campionessa mondiale indoor nel 1997 e campionessa europea, sempre indoor, nel 1998.
È stata allenata dal marito, da cui ha avuto due figlie, Larissa, che ha seguito le orme della madre, nel 2002, e Anastasia, nel 2009.
Abbandonata la carriera sportiva, è entrata nel mondo dello spettacolo, partecipando tra il 2006 e il 2007 alla terza edizione della trasmissione, in onda su Rai 1, Ballando con le stelle, condotta da Milly Carlucci, in coppia con Raimondo Todaro, e uscendone vincitrice con l'81% dei voti. Fiona è anche protagonista della fiction Butta la luna, tratta da un best seller di Maria Venturi, e ha preso parte, insieme con la figlia Larissa, a una serie di spot per il marchio Kinder della Ferrero.
Fiona May è laureata in materie economiche all'Università di Leeds e vive da alcuni anni con la famiglia vicino a Firenze, nella località di Calenzano. Nell'estate del 2011 annuncia la sua separazione dal marito Gianni Iapichino.
Dal 13 aprile 2015 prende parte come concorrente alla seconda edizione del programma Si può fare!, con la conduzione di Carlo Conti, su Rai 1.
Dal 2018 è protagonista, con Luisa Cattaneo, dello spettacolo teatrale Maratona di New York di Edoardo Erba.

## Record nazionali
Seniores italiani
- Salto in lungo: 7,11 m ( Budapest, 22 agosto 1998)

## Progressione

### Salto in lungo
| Stagione | Misura | Luogo             | Data      | Rank. Mond. |
| -------- | ------ | ----------------- | --------- | ----------- |
| 2005     | 6,64 m | Almería           | 30-6-2005 | 36ª         |
| 2004     | 6,62 m | Istanbul          | 20-6-2004 | 39ª         |
| 2003     | 6,67 m | Firenze           | 22-6-2003 | 31ª         |
| 2001     | 6,97 m | Edmonton          | 7-8-2001  | 2ª          |
| 2000     | 7,09 m | Rio de Janeiro    | 14-5-2000 | 1ª          |
| 1999     | 7,04 m | Siviglia          | 21-8-1999 | 3ª          |
| 1998     | 7,11 m | Budapest          | 22-8-1998 | 3ª          |
| 1997     | 6,97 m | Torino            | 24-6-1997 | 5ª          |
| 1996     | 7,02 m | Atlanta           | 2-8-1996  | 4ª          |
| 1995     | 6,96 m | Villeneuve-d'Ascq | 25-6-1995 | 3ª          |
| 1994     | 6,95 m | Sestriere         | 31-7-1994 | 8ª          |
| 1993     | 6,86 m | Sestriere         | 28-7-1993 | 8ª          |
| 1992     | 6,73 m | Gateshead         | 7-6-1992  |             |
| 1991     | 6,77 m | Francoforte       | 30-6-1991 | 19ª         |
| 1990     | 6,88 m | Bologna           | 18-7-1990 | 12ª         |
| 1989     | 6,80 m | Gateshead         | 6-5-1989  | 15ª         |
| 1988     | 6,82 m | Sudbury           | 30-7-1988 | 26ª         |
| 1987     | 6,53 m | Londra            | 22-8-1987 |             |
| 1986     | 6,11 m | Atene             | 19-7-1986 |             |

### Salto in lungo indoor
| Stagione | Misura | Luogo    | Data      | Rank. Mond. |
| -------- | ------ | -------- | --------- | ----------- |
| 2003/04  | 6,69 m | Paiania  | 22-2-2004 | 8ª          |
| 2000/01  | 6,87 m | Lisbona  | 10-3-2001 |             |
| 1997/98  | 6,91 m | Valencia | 1-3-1998  |             |
| 1996/97  | 6,86 m | Parigi   | 9-3-1997  |             |

## Palmarès
| Anno                                  | Manifestazione          | Sede        | Evento         | Risultato | Prestazione | Note                                     |
| ------------------------------------- | ----------------------- | ----------- | -------------- | --------- | ----------- | ---------------------------------------- |
| In rappresentanza della Gran Bretagna |                         |             |                |           |             |                                          |
| 1986                                  | Mondiali U20            | Atene       | Salto in lungo | 8ª        | 6,11 m      |                                          |
| 1987                                  | Europei U20             | Birmingham  | Salto in lungo | Oro       | 6,64 m      | w                                        |
| 1988                                  | Mondiali U20            | Sudbury     | Salto in lungo | Oro       | 6,88 m      | w                                        |
| 1988                                  | Giochi olimpici         | Seul        | Salto in lungo | 6ª        | 6,62 m      |                                          |
| 1990                                  | Europei                 | Spalato     | Salto in lungo | 7ª        | 6,77 m      |                                          |
| 1991                                  | Universiadi             | Sheffield   | Salto in lungo | Argento   | 6,67 m      |                                          |
| 1991                                  | Mondiali                | Tokyo       | Salto in lungo | 19ª (q)   | 6,54 m      |                                          |
| 1992                                  | Giochi olimpici         | Barcellona  | Salto in lungo | nm (q)    | nm (q)      |                                          |
| 1993                                  | Mondiali                | Stoccarda   | Salto in lungo | 14ª (q)   | 6,42 m      |                                          |
| In rappresentanza dell' Inghilterra   |                         |             |                |           |             |                                          |
| 1990                                  | Giochi del Commonwealth | Auckland    | Salto in lungo | Bronzo    | 6,55 m      |                                          |
| In rappresentanza dell' Italia        |                         |             |                |           |             |                                          |
| 1994                                  | Europei                 | Helsinki    | Salto in lungo | Bronzo    | 6,90 m      |                                          |
| 1995                                  | Mondiali                | Göteborg    | Salto in lungo | Oro       | 6,98 m      | w                                        |
| 1996                                  | Giochi olimpici         | Atlanta     | Salto in lungo | Argento   | 7,02 m      | Record nazionale                         |
| 1997                                  | Mondiali indoor         | Parigi      | Salto in lungo | Oro       | 6,86 m      | Record nazionale                         |
| 1997                                  | Mondiali                | Atene       | Salto in lungo | Bronzo    | 6,91 m      |                                          |
| 1998                                  | Europei indoor          | Valencia    | Salto in lungo | Oro       | 6,91 m      | Record nazionale                         |
| 1998                                  | Europei                 | Budapest    | Salto in lungo | Argento   | 7,11 m      | Record nazionale                         |
| 1999                                  | Mondiali                | Siviglia    | Salto in lungo | Argento   | 6,94 m      |                                          |
| 2000                                  | Giochi olimpici         | Sydney      | Salto in lungo | Argento   | 6,92 m      |                                          |
| 2001                                  | Mondiali indoor         | Lisbona     | Salto in lungo | 4ª        | 6,87 m      |                                          |
| 2001                                  | Mondiali                | Edmonton    | Salto in lungo | Oro       | 7,02 m      | w                                        |
| 2003                                  | Mondiali                | Saint-Denis | Salto in lungo | 9ª        | 6,46 m      | Miglior prestazione personale stagionale |
| 2004                                  | Mondiali indoor         | Budapest    | Salto in lungo | 6ª        | 6,64 m      |                                          |
| 2004                                  | Giochi olimpici         | Atene       | Salto in lungo | 28ª (q)   | 6,38 m      |                                          |
| 2005                                  | Giochi del Mediterraneo | Almería     | Salto in lungo | Oro       | 6,64 m      | Miglior prestazione personale stagionale |
| 2005                                  | Mondiali                | Helsinki    | Salto in lungo | 13ª (q)   | 6,51 m      |                                          |

## Campionati nazionali
- 3 volte campionessa nazionale assoluta del salto in lungo (1994, 1996, 2005)
- 3 volte campionessa nazionale assoluta indoor del salto in lungo (1994, 1997, 1998)

## Altre competizioni internazionali
1989
- Bronzo nella Super League della Coppa Europa ( Gateshead), salto in lungo - 6,88 m w

1991
- Bronzo nella Super League della Coppa Europa ( Francoforte sul Meno), salto in lungo - 6,77 m

1993
- Bronzo nella Super League della Coppa Europa ( Roma), salto in lungo - 6,73 m

1994
- 7ª alla Grand Prix Final ( Parigi), salto in lungo - 6,52 m

1995
- Argento nella Super League della Coppa Europa ( Villeneuve-d'Ascq), salto in lungo - 6,98v m

1996
- Bronzo alla Grand Prix Final ( Milano), salto in lungo - 6,86 m

1997
- Oro nella Super League della Coppa Europa ( Monaco di Baviera), salto in lungo - 6,61 m

1998
- Oro nella Super League della Coppa Europa ( San Pietroburgo), salto in lungo - 7,08 m
- Oro nella Super League della Coppa Europa ( San Pietroburgo), salto triplo - 14,65 m
- Bronzo alla Grand Prix Final ( Mosca), salto in lungo - 6,89 m

1999
- Oro nella Super League della Coppa Europa ( Parigi), salto in lungo - 6,88 m
- Bronzo nella Super League della Coppa Europa ( Parigi), salto triplo - 14,33 m

2000
- Bronzo nella Super League della Coppa Europa ( Gateshead), salto in lungo - 6,74 m w
- 4ª alla Grand Prix Final ( Doha), salto in lungo - 6,72 m

2001
- Bronzo nella Super League della Coppa Europa ( Brema), salto in lungo - 6,57 m

2003
- Bronzo nella Super League della Coppa Europa ( Firenze), salto in lungo - 6,67 m

2004
- Oro nella First League della Coppa Europa ( Istanbul), salto in lungo - 6,62 m

2005
- Argento nella Super League della Coppa Europa ( Firenze), salto in lungo - 6,43 m

## Filmografia

### Attrice
- Guinea Pig, regia di Antonello De Leo (2006)
- Butta la luna, regia di Vittorio Sindoni - (Rai 1, 2006-2007)
- Butta la luna 2, regia di Vittorio Sindoni - (Rai 1,  2009)
- Così fan tutte, episodio 2x1, regia di Gianluca Fumagalli - (Italia 1, 2011)

### Spot pubblicitari
- Kinder Fetta al Latte - insieme alla figlia Larissa, in seguito anche con la secondogenita Anastasia.

## Attività benefiche
- Testimonial solidale per Missioni Don Bosco.[4]

## Programmi televisivi
- Ballando con le stelle (Rai 1, 2006) Concorrente
- Si può fare! (Rai 1, 2015) Concorrente
- Tokyo Best Of (Rai 2, 2021)